# Institut d'Estudis Catalans
L'Institut d'Estudis Catalans è un'istituzione culturale spagnola, il cui oggetto è lo studio dei diversi elementi della cultura della Catalogna. Fu fondata da Enric Prat de la Riba ed è costituita da una corporazione accademica, scientifica e culturale.
La sezione filologica dell'IEC ha la funzione di accademia della lingua catalana e la corporazione ha la sede principale a Barcellona nell'Hospital de la Santa Creu, anche se vi sono delegazioni in tutti luoghi di lingua e cultura catalane.
Le sue competenze normative sono riconosciute in Catalogna, Isole Baleari e Andorra, nonché nel Rossiglione francese e nella Comunità Valenzana. In quest'ultima regione l'ente redige le norme dell'Acadèmia Valenciana de la Llengua (Accademia Valenzana della Lingua), che sono le stesse di quelle dell'IEC.
L'Institut d'Estudis Catalans è attualmente incaricato della revisione del Dizionario catalano-valenciano-balearico.